# Hololepta andicola
Hololepta andicola är en skalbaggsart som beskrevs av Schmidt 1893. Hololepta andicola ingår i släktet Hololepta och familjen stumpbaggar. Inga underarter finns listade i Catalogue of Life.